# Proč
Proč (ungarisch Porócs – bis 1907 Prócs) ist eine Gemeinde im Osten der Slowakei mit 409 Einwohnern (Stand 31. Dezember 2024) im Okres Prešov, einem Teil des Prešovský kraj, und wird zur traditionellen Landschaft Šariš gezählt.

## Geographie

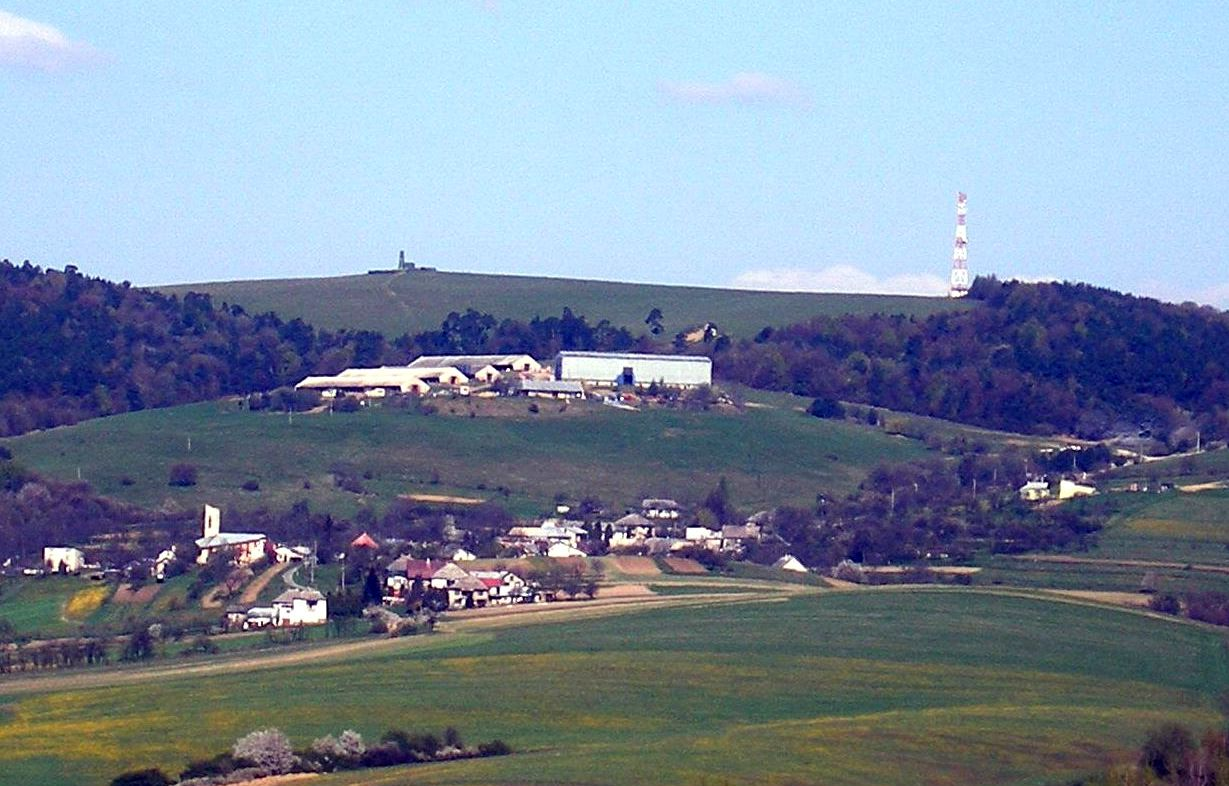
Proč

Die Gemeinde befindet sich am Südhang der Niederen Beskiden am Oberlauf der Ladianka im Einzugsgebiet des Sekčov und weiter der Torysa. Nordwestlich des Ortes erhebt sich der 604 m n.m. hohe Berg Haľagoš.  Das Ortszentrum liegt auf einer Höhe von 467 m n.m. und ist 16 Kilometer von Prešov entfernt.
Nachbargemeinden sind Dukovce im Norden, Pušovce im Osten und Südosten, Čelovce im Süden, Šarišská Trstená im Südwesten und Chmeľovec im Westen.

## Geschichte
Proč wurde zum ersten Mal 1423 als Procz schriftlich erwähnt, weitere historische Bezeichnungen sind unter anderen Prochfalua  (1427), Procž (1773) und Procsch (1786). Zur Zeit der Ersterwähnung war das Dorf Teil des Herrschaftsgebiets von Chmeľovec, später war es Besitz des Landadels. 1427 wurden neun Porta verzeichnet, 1787 hatte die Ortschaft 22 Häuser und 199 Einwohner, 1828 zählte man 28 Häuser und 226 Einwohner, die als Landwirte beschäftigt waren. Zwischen 1850 und 1880 wanderten viele Einwohner aus.
Bis 1918/1919 gehörte der im Komitat Sáros liegende Ort zum Königreich Ungarn und danach zur Tschechoslowakei beziehungsweise heute Slowakei. Nach dem Zweiten Weltkrieg wurde die örtliche Einheitliche landwirtschaftliche Genossenschaft (Abk. JRD) im Jahr 1960 gegründet (1967 mit Genossenschaften aus Pušovce, Čelovce und Šarišská Trstená fusioniert), ein Teil der Einwohner pendelte zur Arbeit nach Prešov.

## Bevölkerung
| Jahr                | 1994 | 2004    | 2014    | 2024    |
| ------------------- | ---- | ------- | ------- | ------- |
| Anzahl der Personen | 465  | 445     | 431     | 409     |
| Unterschied         |      | −4,30 % | −3,14 % | −5,10 % |

| Jahr                | 2023 | 2024    |
| ------------------- | ---- | ------- |
| Anzahl der Personen | 417  | 409     |
| Unterschied         |      | −1,91 % |

Nach der Volkszählung 2011 wohnten in Proč 457 Einwohner, davon 446 Slowaken und ein Tscheche. 10 Einwohner machten keine Angabe zur Ethnie.
439 Einwohner bekannten sich zur römisch-katholischen Kirche, vier Einwohner zur griechisch-katholischen Kirche und ein Einwohner zur orthodoxen Kirche. Zwei Einwohner waren konfessionslos und bei 11 Einwohnern wurde die Konfession nicht ermittelt.

## Baudenkmäler
- römisch-katholische Kirche Sieben Schmerzen Mariens

## Verkehr
Nach Proč führt nur die Straße 3. Ordnung 3457 als Abzweig der  Straße 3. Ordnung 3456 von Kapušany (Anschluss an die Straße 2. Ordnung 545) nach Chmeľov (Anschluss an die Straße 1. Ordnung 21). 